# Richard Hill (rugby à XV, 1961)
Pour les articles homonymes, voir Richard Hill et Hill.
Richard John Hill, né le 4 mai 1961 à Birmingham (Angleterre), est un joueur de rugby à XV. Il a joué avec l'équipe d'Angleterre de 1984 à 1991, évoluant au poste de demi de mêlée. Il a joué pour le club de Bath puis a entraîné Gloucester. Il entraîne le Rouen Normandie rugby de 2013 à 2021.

## Carrière

### Joueur
Il fait ses débuts internationaux le 2 juin 1984, à l’occasion d’un match contre l'équipe d'Afrique du Sud. Il a été souvent en balance avec Dewi Morris, et s'il compte 29 sélections, il n'a aligné trois matches consécutifs comme titulaire que lors du Tournoi des Cinq Nations en 1987, puis de 1990 à 1991. En tant qu’entraîneur, il a dirigé de prestigieux clubs anglais comme Gloucester – il y a fait venir un ancien capitaine du XV de France, Philippe Saint-André.

### Entraîneur
- -1999 : Gloucester RFC  (adjoint)
- 1999-2002 : Harlequins  (adjoint)
- 2002-2003 : Newport RFC
- 2003-2009 : Bristol Rugby
- 2009-2010 : Racing club chalonnais
- 2010-2013 : Worcester Warriors
- 2013-2021 : Rouen Normandie rugby
- 2021-2023 : CA Périgueux Dordogne
- 2023- : CM Floirac Rugby

En 2013, il signe avec le Stade rouennais rugby, alors en Fédérale 2, un contrat de deux ans avec une option sur une troisième. En 2015, le club accède à la Fédérale 1 puis change d'identité à l'intersaison 2017 : il est alors renommé Rouen Normandie rugby. En 2019, il gagne le titre de Champion de France de Fédérale 1 et accède à la Pro D2.

## Palmarès
- Finaliste de la Coupe du monde de rugby 1991.
- Vainqueur du Champion d'Angleterre en 1989, 1991, 1992, 1993, 1994, 1996
- Vainqueur de la Coupe d'Angleterre en 1984, 1985, 1986, 1987, 1989, 1990, 1992, 1994, 1995, 1996

## Statistiques en équipe nationale
- 29 sélections avec l'équipe d'Angleterre
- Sélections par année : 2 en 1984, 2 en 1985, 1 en 1986, 4 en 1987, 1 en 1989, 7 en 1990, 12 en 1991
- Tournois des Cinq Nations disputés : 1985, 1986, 1987, 1990, 1991.